# Nati nel 1930/Ottobre
| Questa pagina contiene informazioni ricavate automaticamente dalle voci biografiche con l'ausilio del template Bio e di un bot. L'aggiornamento è periodico e automatico e ricostruisce completamente la pagina. Se manca una persona in questa lista, sei pregato di non aggiungerla, ma accertati piuttosto che la sua voce biografica contenga il template Bio e che i dati anagrafici siano correttamente compilati. Se il template Bio manca, inseriscilo tu stesso o, in alternativa, metti l'avviso {{tmp\|Bio}} che ne segnala la mancanza. Se i dati riportati sono sbagliati, correggi direttamente la voce biografica; le modifiche saranno visibili in questa lista entro pochi giorni. Per chiarimenti vedi il progetto biografie. La lista contiene solo le 219 persone che sono citate nell'enciclopedia e per le quali è stato implementato correttamente il template Bio. Pagina aggiornata al 18 ago 2025. |

- 1º ottobre - Frank Gardner, pilota automobilistico australiano († 2009)
- 1º ottobre - Richard Harris, attore e cantautore irlandese († 2002)
- 1º ottobre - Glauco Mauri, attore e regista teatrale italiano († 2024)
- 1º ottobre - Philippe Noiret, attore francese († 2006)
- 1º ottobre - Franco Rossetti, critico cinematografico, sceneggiatore e produttore cinematografico italiano († 2018)
- 1º ottobre - Gian Mario Rossignolo, imprenditore italiano
- 2 ottobre - Derek Barsham, cantante britannico († 2020)
- 2 ottobre - Ivy Dumont, politica bahamense
- 2 ottobre - Antonio Gala, poeta, scrittore e drammaturgo spagnolo († 2023)
- 2 ottobre - Andre Lucas, militare statunitense († 1970)
- 2 ottobre - Dadamaino, artista italiana († 2004)
- 2 ottobre - Giuseppe Negroni, cantante italiano († 1994)
- 2 ottobre - Wiesława Parszniak, cestista polacca († 2001)
- 2 ottobre - Nino Ricci, pittore e incisore italiano († 2022)
- 2 ottobre - Wally Wolf, nuotatore e pallanuotista statunitense († 1997)
- 3 ottobre - Renzo Barbieri, scrittore, sceneggiatore e editore italiano († 2007)
- 3 ottobre - Jim Browne, cestista statunitense († 2003)
- 3 ottobre - Wladimiro Calarese, schermidore italiano († 2005)
- 3 ottobre - David Mayer Epstein, compositore, direttore d'orchestra e musicologo statunitense († 2002)
- 3 ottobre - Augusto Gutiérrez, ex schermidore venezuelano
- 3 ottobre - Ming Cho Lee, scenografo cinese († 2020)
- 4 ottobre - Luciano Acquarone, maratoneta e mezzofondista italiano († 2024)
- 4 ottobre - Italo Campanini, cestista italiano († 2007)
- 4 ottobre - Erwin C. Dietrich, regista, produttore cinematografico e attore svizzero († 2018)
- 4 ottobre - Svava Jakobsdóttir, scrittrice, drammaturga e politica islandese († 2004)
- 4 ottobre - Emilio Lepetit, giocatore di baseball e dirigente sportivo italiano († 2020)
- 4 ottobre - Giovanni Miserocchi, politico italiano († 1999)
- 4 ottobre - Franco Murtas, politico italiano († 2019)
- 4 ottobre - Norm Swanson, cestista statunitense († 2016)
- 4 ottobre - Bill Wade, giocatore di football americano statunitense († 2016)
- 4 ottobre - Yu Yang, attore cinese († 2025)
- 5 ottobre - June Dalziel Almeida, virologa britannica († 2007)
- 5 ottobre - Gaetano Anzalone, politico, dirigente sportivo e imprenditore italiano († 2018)
- 5 ottobre - César Herrera, ex cestista messicano
- 5 ottobre - Skip Homeier, attore statunitense († 2017)
- 5 ottobre - Luciano Pedro Mendes de Almeida, arcivescovo cattolico e gesuita brasiliano († 2006)
- 5 ottobre - Gianfranco Monaldi, direttore d'orchestra, compositore e arrangiatore italiano († 2007)
- 5 ottobre - Rahmon Nabiev, politico tagiko († 1993)
- 5 ottobre - John Pearson, scrittore e biografo britannico († 2021)
- 5 ottobre - Pavel Romanovič Popovič, cosmonauta sovietico († 2009)
- 5 ottobre - Romeo Ricciuti, politico italiano († 2024)
- 5 ottobre - Elaine Roulet, religiosa statunitense († 2020)
- 5 ottobre - Reinhard Selten, economista e esperantista tedesco († 2016)
- 5 ottobre - Luigi Tola, artista e poeta italiano († 2014)
- 6 ottobre - Giuseppe Agostini, organista, direttore di coro e compositore italiano († 2020)
- 6 ottobre - Richard T. Heffron, regista, sceneggiatore e attore statunitense († 2007)
- 6 ottobre - Oddone Longo, grecista e filologo classico italiano († 2018)
- 6 ottobre - Stanley Myers, compositore inglese († 1993)
- 6 ottobre - Péter Papp, cestista ungherese († 1958)
- 6 ottobre - Tito Tettamanti, avvocato, politico e imprenditore svizzero
- 6 ottobre - Hafiz al-Asad, politico e militare siriano († 2000)
- 7 ottobre - Wilson Bombarda, ex cestista brasiliano
- 7 ottobre - Bernard Collomb, pilota automobilistico francese († 2011)
- 7 ottobre - Jean Forestier, ex ciclista su strada e pistard francese
- 7 ottobre - Sibylle Geiger, costumista e scenografa svizzera († 2020)
- 7 ottobre - Carlos Mugica, presbitero e attivista argentino († 1974)
- 7 ottobre - Jacques Nicolaou, fumettista, illustratore e sceneggiatore francese († 2022)
- 7 ottobre - Bobby Speight, cestista statunitense († 2007)
- 7 ottobre - Dick Vertlieb, dirigente sportivo statunitense († 2008)
- 7 ottobre - Jerzy Wojnar, slittinista polacco († 2005)
- 8 ottobre - Pepper Adams, sassofonista statunitense († 1986)
- 8 ottobre - Knut Andersen, calciatore norvegese († 2002)
- 8 ottobre - Horst Borcherding, calciatore tedesco († 2015)
- 8 ottobre - Cosetta Greco, attrice italiana († 2002)
- 8 ottobre - Max Liniger-Goumaz, economista, sociologo e geografo svizzero († 2018)
- 8 ottobre - Reiji Okazaki, biologo giapponese († 1975)
- 8 ottobre - James Olson, attore statunitense († 2022)
- 8 ottobre - Faith Ringgold, pittrice e scultrice statunitense († 2024)
- 8 ottobre - Tōru Takemitsu, compositore giapponese († 1996)
- 9 ottobre - Eduardo Alfieri, compositore italiano († 2000)
- 9 ottobre - Alioune Diop, cestista e allenatore di pallacanestro senegalese († 2011)
- 9 ottobre - Bob Gilbert, cestista statunitense († 1981)
- 9 ottobre - Rahmi Koç, imprenditore, dirigente d'azienda e filantropo turco
- 9 ottobre - Nicola Trotta, politico e medico italiano († 1994)
- 10 ottobre - Medea Amiranashvili, soprano, insegnante e direttrice artistica georgiana († 2023)
- 10 ottobre - Gianni Berengo Gardin, fotografo e fotoreporter italiano († 2025)
- 10 ottobre - Eugenio Castellotti, pilota automobilistico italiano († 1957)
- 10 ottobre - Yves Chauvin, chimico francese († 2015)
- 10 ottobre - Ippolito Cortellessa, militare italiano († 1980)
- 10 ottobre - Akiyuki Nosaka, scrittore, cantante e paroliere giapponese († 2015)
- 10 ottobre - Doris Payne, truffatrice statunitense
- 10 ottobre - Walter Pedullà, saggista, critico letterario e giornalista italiano († 2024)
- 10 ottobre - Harold Pinter, drammaturgo, regista teatrale e attore teatrale britannico († 2008)
- 10 ottobre - Gilbert Rey, ex calciatore svizzero
- 10 ottobre - Adlai Stevenson III, politico statunitense († 2021)
- 10 ottobre - Aleksandar Stipčević, archeologo, bibliografo e bibliotecario croato († 2015)
- 10 ottobre - Judit Temes, nuotatrice ungherese († 2013)
- 10 ottobre - Konstantin Vyrupaev, lottatore sovietico († 2012)
- 11 ottobre - A. Q. M. Badruddoza Chowdhury, politico bangladese († 2024)
- 11 ottobre - Anne Drungis, schermitrice statunitense († 2005)
- 11 ottobre - Emilia Fadini, clavicembalista, pianista e musicologa italiana († 2021)
- 11 ottobre - Alberto Galardi, architetto italiano († 2025)
- 11 ottobre - Harry Glaß, saltatore con gli sci tedesco († 1997)
- 11 ottobre - Sam Johnson, politico e militare statunitense († 2020)
- 11 ottobre - Ivanoe Nolli, calciatore italiano († 2017)
- 11 ottobre - Jean-Jacques Petitjean, ciclista su strada francese († 2018)
- 11 ottobre - Ronnie Simpson, calciatore scozzese († 2004)
- 12 ottobre - Malgari Amadei Ferretti, politica italiana († 2012)
- 12 ottobre - Denis Brodeur, fotografo e hockeista su ghiaccio canadese († 2013)
- 12 ottobre - Ennio Guarnieri, direttore della fotografia italiano († 2019)
- 12 ottobre - Roy Strandbakke, calciatore norvegese († 2021)
- 12 ottobre - Willi Wenzel, calciatore tedesco († 1999)
- 13 ottobre - José Gregori, politico e avvocato brasiliano († 2023)
- 13 ottobre - Eddie Lim, cestista filippino († 2002)
- 13 ottobre - Sergio Matto, cestista uruguaiano († 1990)
- 13 ottobre - Zeke Zawoluk, cestista statunitense († 2007)
- 14 ottobre - Nello Bellei, driver italiano († 2006)
- 14 ottobre - Josep Brunet, cestista spagnolo († 2014)
- 14 ottobre - Schafik Hándal, rivoluzionario e politico salvadoregno († 2006)
- 14 ottobre - Dick Harter, allenatore di pallacanestro statunitense († 2012)
- 14 ottobre - Renate-Charlotte Rabbethge, politica tedesca († 2021)
- 14 ottobre - Mobutu Sese Seko, politico e militare della Repubblica Democratica del Congo († 1997)
- 15 ottobre - Romano Bonagura, bobbista italiano († 2010)
- 15 ottobre - FM-2030, scrittore, filosofo e cestista iraniano († 2000)
- 15 ottobre - Philippe Leroy, attore francese († 2024)
- 15 ottobre - Colin McDonald, ex calciatore britannico
- 15 ottobre - Heiko Oberman, storico e teologo olandese († 2001)
- 15 ottobre - Christian Wiyghan Tumi, cardinale e arcivescovo cattolico camerunese († 2021)
- 16 ottobre - Margreta Elkins, mezzosoprano australiano († 2009)
- 16 ottobre - Pietro Fiocchi, politico e imprenditore italiano
- 16 ottobre - Patricia Jones, velocista canadese († 2000)
- 16 ottobre - John Polkinghorne, filosofo, teologo e fisico britannico († 2021)
- 16 ottobre - John Ryan, calciatore scozzese († 2008)
- 16 ottobre - Carmen Sevilla, attrice, cantante e ballerina spagnola († 2023)
- 17 ottobre - Freimut Börngen, astronomo tedesco († 2021)
- 17 ottobre - Angelo Paccagnini, compositore italiano († 1999)
- 17 ottobre - László Szőke, calciatore ungherese († 2014)
- 17 ottobre - Karl-Wilhelm Welwei, storico tedesco († 2013)
- 18 ottobre - Frank Carlucci, politico e militare statunitense († 2018)
- 18 ottobre - Flora Fraser, XXI Lady Saltoun, nobile scozzese († 2024)
- 18 ottobre - Amir Hossein Rabii, generale e politico iraniano († 1979)
- 19 ottobre - Lino Bortolo Belotti, vescovo cattolico e missionario italiano († 2018)
- 19 ottobre - Paolo Corradini, chimico italiano († 2006)
- 19 ottobre - Fausto Curi, critico letterario italiano
- 19 ottobre - Etrio Fidora, giornalista italiano († 2015)
- 19 ottobre - Leopoldo Mazzarolli, giurista italiano († 2015)
- 19 ottobre - Milton Santos Marques, ex cestista brasiliano
- 19 ottobre - Kalervo Rauhala, lottatore finlandese († 2016)
- 19 ottobre - Sergio Vuskovic, politico e scrittore cileno († 2021)
- 20 ottobre - Sergio Banali, giornalista italiano († 2015)
- 20 ottobre - Pio De Berti Gambini, giornalista e autore televisivo italiano († 1995)
- 20 ottobre - Lily Romanelli, attrice, soubrette e cantante italiana († 2021)
- 20 ottobre - Alan Withers, calciatore inglese († 2017)
- 21 ottobre - Fred De Bruyne, ciclista su strada belga († 1994)
- 21 ottobre - Salvatore Isgrò, arcivescovo cattolico italiano († 2004)
- 21 ottobre - Ivan Stepanovič Silaev, politico russo († 2023)
- 21 ottobre - Enrique Yarza, calciatore spagnolo († 2001)
- 22 ottobre - Estela Barnes de Carlotto, docente, politica e attivista argentina
- 22 ottobre - Carlo Della Corte, scrittore italiano († 2000)
- 22 ottobre - Boris Giuliano, militare italiano († 1979)
- 22 ottobre - José Guardiola, cantante spagnolo († 2012)
- 22 ottobre - Vilen Kaljuta, direttore della fotografia sovietico († 1999)
- 22 ottobre - Franca Manenti Valli, architetto, storica dell'architettura e saggista italiana
- 22 ottobre - Todor Veselinović, allenatore di calcio e calciatore jugoslavo († 2017)
- 23 ottobre - Gérard Blain, attore e regista francese († 2000)
- 23 ottobre - Boozoo Chavis, fisarmonicista e cantante statunitense († 2001)
- 23 ottobre - Ernesto Ledesma, calciatore uruguaiano († 2011)
- 23 ottobre - Abe Segal, tennista sudafricano († 2016)
- 24 ottobre - Ahmad Shah di Pahang, sovrano malaysiano († 2019)
- 24 ottobre - Jack Angel, attore, doppiatore e conduttore radiofonico statunitense († 2021)
- 24 ottobre - The Big Bopper, cantautore e disc jockey statunitense († 1959)
- 24 ottobre - Johan Galtung, sociologo e matematico norvegese († 2024)
- 24 ottobre - Eugênio German, scacchista brasiliano († 2001)
- 24 ottobre - Gerd Konzag, cestista tedesco († 2024)
- 24 ottobre - Rafael Souto, ex calciatore uruguaiano
- 25 ottobre - Harold Brodkey, scrittore e giornalista statunitense († 1996)
- 25 ottobre - Joaquim Durão, scacchista e dirigente sportivo portoghese († 2015)
- 25 ottobre - Károly Honfi, scacchista ungherese († 1996)
- 25 ottobre - Italo Martinenghi, regista, produttore cinematografico e sceneggiatore italiano († 2008)
- 25 ottobre - Al Roges, cestista statunitense († 2009)
- 25 ottobre - Tita Sajous, cestista francese († 2023)
- 25 ottobre - Daniel Sili, pallanuotista brasiliano († 2022)
- 25 ottobre - Ray Smee, pallanuotista australiano († 2019)
- 25 ottobre - Alfredo Sosabravo, pittore, scultore e ceramista cubano
- 26 ottobre - John Arden, drammaturgo inglese († 2012)
- 26 ottobre - Salvatore Ciampa, matematico italiano († 1973)
- 26 ottobre - Walter Feit, matematico austriaco († 2004)
- 26 ottobre - José Ramón Machado Ventura, politico e rivoluzionario cubano
- 26 ottobre - Aurelio Scagnellato, calciatore e dirigente sportivo italiano († 2008)
- 27 ottobre - Pino Amato, politico italiano († 1980)
- 27 ottobre - Liliana Bonfatti, attrice italiana († 2005)
- 27 ottobre - Decio Canzio, curatore editoriale e fumettista italiano († 2013)
- 27 ottobre - Bryan Edwards, allenatore di calcio e calciatore inglese († 2016)
- 27 ottobre - Jorge Grau, regista spagnolo († 2018)
- 27 ottobre - Richard Griese, cestista e pallamanista tedesco († 2016)
- 27 ottobre - Johann Liebenberger, pallanuotista austriaco († 2002)
- 27 ottobre - Vera Martelli, velocista italiana († 2017)
- 27 ottobre - Philip Meyer, giornalista e scrittore statunitense († 2023)
- 27 ottobre - Luciano Padoan, ex calciatore italiano
- 27 ottobre - Wilfredo Peláez, cestista uruguaiano († 2019)
- 27 ottobre - Gustave Solomon, matematico e ingegnere statunitense († 1996)
- 27 ottobre - Rocco Spinola, sollevatore italiano († 1998)
- 27 ottobre - Gladys West, matematica e geodeta statunitense
- 28 ottobre - Robert Baetens, canottiere belga († 2016)
- 28 ottobre - Giovanni De Simone, ceramista italiano († 1991)
- 28 ottobre - Michel Descombey, ballerino, coreografo e direttore artistico francese († 2011)
- 28 ottobre - Bernie Ecclestone, imprenditore e ex pilota automobilistico britannico
- 28 ottobre - Romano Lazzeroni, linguista e glottologo italiano († 2020)
- 28 ottobre - Franco Migliacci, paroliere, produttore discografico e attore italiano († 2023)
- 28 ottobre - Zygmunt Pawlas, schermidore polacco († 2001)
- 28 ottobre - Svatopluk Pluskal, allenatore di calcio e calciatore cecoslovacco († 2005)
- 29 ottobre - Bertha Brouwer, velocista olandese († 2006)
- 29 ottobre - Bob Campbell, fotografo britannico († 2014)
- 29 ottobre - Moshe Daniel, cestista e allenatore di pallacanestro israeliano († 2020)
- 29 ottobre - Geraldo Del Rey, attore brasiliano († 1993)
- 29 ottobre - Niki de Saint Phalle, pittrice, scultrice e regista francese († 2002)
- 29 ottobre - Charles Geerts, calciatore belga († 2015)
- 29 ottobre - Omara Portuondo, cantante cubana
- 30 ottobre - Néstor Almendros, direttore della fotografia e regista spagnolo († 1992)
- 30 ottobre - Gian Vittorio Baldi, regista, produttore cinematografico e sceneggiatore italiano († 2015)
- 30 ottobre - Clifford Brown, trombettista statunitense († 1956)
- 30 ottobre - Lamberto Caimi, direttore della fotografia italiano
- 30 ottobre - Timothy Irving Frederick Findley, scrittore e sceneggiatore canadese († 2002)
- 30 ottobre - Don Meineke, cestista statunitense († 2013)
- 30 ottobre - Vincenzo Parisi, poliziotto, funzionario e prefetto italiano († 1994)
- 30 ottobre - Stanley Sadie, critico musicale e musicologo inglese († 2005)
- 31 ottobre - Michael Collins, astronauta statunitense († 2021)
- 31 ottobre - Booker Ervin, sassofonista statunitense († 1970)
- 31 ottobre - Arthur Fritz Eugens, attore tedesco († 1944)